# Juli 2006
Portal Geschichte | Portal Biografien | Aktuelle Ereignisse | Jahreskalender | Tagesartikel

◄ |
20. Jahrhundert |
21. Jahrhundert

◄ |
1970er |
1980er |
1990er |
2000er
| 2010er | 2020er | 2030er | ►

◄ |
2002 |
2003 |
2004 |
2005 |
2006
| 2007 | 2008 | 2009 | 2010 | ►

◄ |
April 2006 |
Mai 2006 |
Juni 2006 |
Juli 2006 |
August 2006 |
September 2006 |
Oktober 2006 |
►
Dieser Artikel behandelt tagesbezogene Nachrichten und Ereignisse im Juli 2006.

## Tagesgeschehen

### Samstag, 1. Juli 2006
- Helsinki/Finnland: Finnland übernimmt von Österreich für ein halbes Jahr die EU-Ratspräsidentschaft. In Absprache der zwei Länder werden die Beratungen zum Einwanderungsproblem und zur EU-Verfassung weitergeführt.[1]
- Prag/Tschechische Republik: In der Republik sind nun Lebenspartnerschaften homosexueller Paare erlaubt.[2]
- Straßburg/Frankreich: Der Europäische Gerichtshof für Menschenrechte stuft den erzwungenen Einsatz von Brechmitteln als Folter ein und erklärt dies für unzulässig.

### Sonntag, 2. Juli 2006
- Hamburg/Deutschland: Beim Absturz eines Wasserflugzeugs sterben vier Insassen, der Pilot und ein weiterer Tourist können geborgen werden. Der Pilot erliegt am Folgetag seinen Verletzungen. Die Unfallursache ist unbekannt.

### Montag, 3. Juli 2006
- Valencia/Spanien: Laut Radioberichten sterben bei einem U-Bahn-Unglück in der Großstadt mindestens 41 Menschen.

### Dienstag, 4. Juli 2006
- Cape Canaveral/Vereinigte Staaten: Das Space Shuttle Discovery startet auf der Mission STS-121 um 18.37 Uhr Koordinierte Weltzeit zur Internationalen Raumstation.

### Mittwoch, 5. Juli 2006
- Skopje/Mazedonien: Das Oppositionsbündnis „Für ein besseres Mazedonien“ gewinnt die Parlamentswahl. Nur etwas mehr als die Hälfte der Stimmberechtigten nimmt ihr Wahlrecht wahr und führt das Ende der Regierung unter Vlado Bučkovski von der Sozialdemokratischen Liga Mazedoniens herbei.[3]

### Donnerstag, 6. Juli 2006
- Sikkim/Indien, Tibet/China: In 4545 m Höhe wird die Sperrung des Gebirgspasses Nathu La im Himalaya, der zur traditionellen Seidenstraße gehörte, aufgehoben. Die Bedeutung der Grenzöffnung zwischen dem indischen Bundesstaat Sikkim und dem chinesischen Autonomen Gebiet Tibet wird durch einen langen roten Teppich unterstrichen. Der Akt manifestiert rund 44 Jahre nach ihrem Grenzkrieg den Willen zur Versöhnung zwischen den beiden bevölkerungsreichsten Staaten der Welt.[4]

### Freitag, 7. Juli 2006
- Warschau/Polen: Der polnische Ministerpräsident Kazimierz Marcinkiewicz tritt zurück. Er macht den Weg an die Regierungsspitze frei für Jarosław Kaczyński, den Zwillingsbruder von Staatspräsident Lech Kaczynski.

### Samstag, 8. Juli 2006
- London/Vereinigtes Königreich, New York/Vereinigte Staaten: Die Sorge vor wachsenden geopolitischen Risiken treibt den Ölpreis auf neue Rekordstände. Ein Barrel (Fass mit 159 Liter) der US-Sorte WTI klettert bis auf 75,78 US-Dollar.
- London/Vereinigtes Königreich: Die Französin Amélie Mauresmo gewinnt das Finale des Dameneinzel-Turniers der Wimbledon Championships im Tennis gegen Justine Henin aus Belgien in drei Sätzen.[5]

### Sonntag, 9. Juli 2006

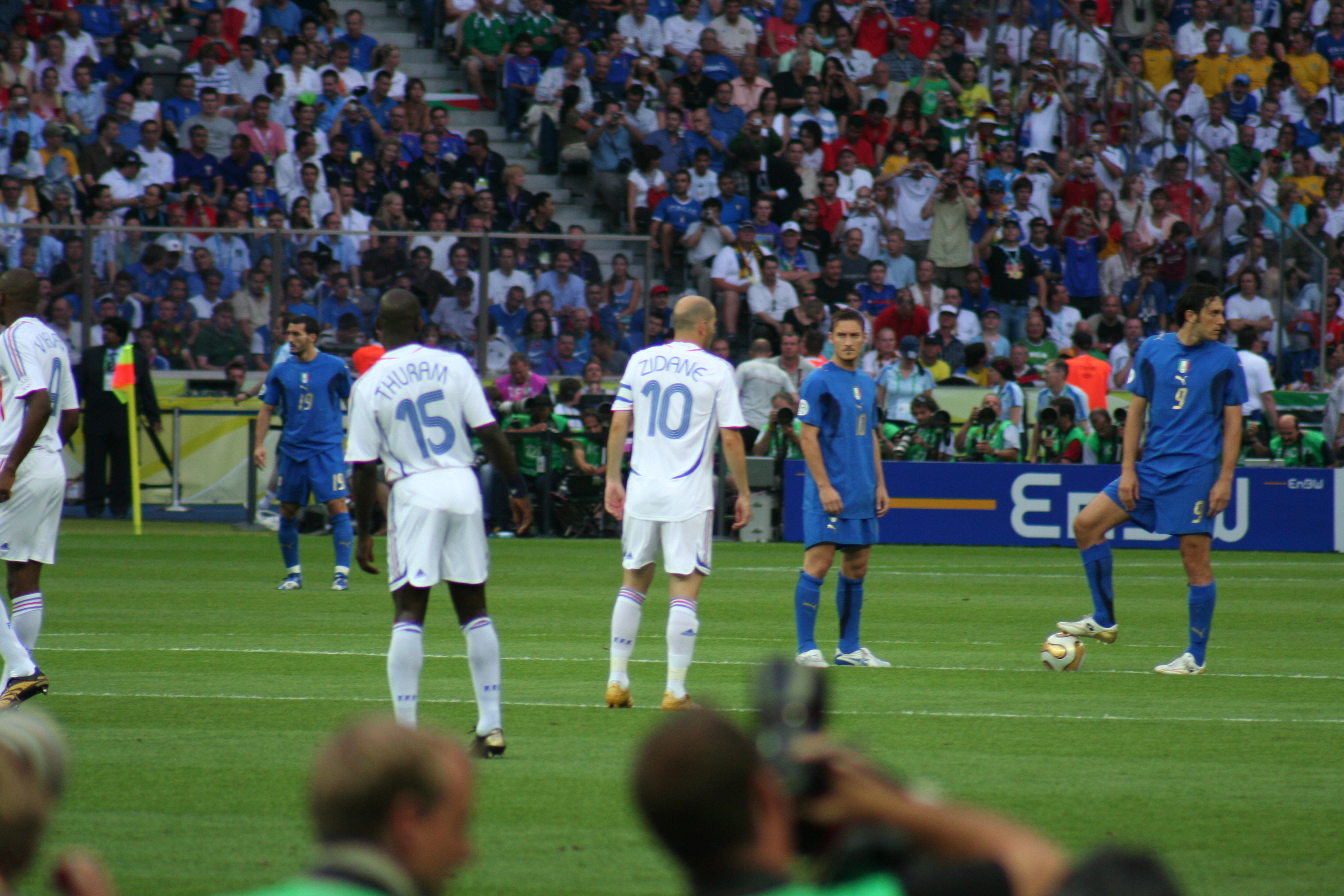
Anstoß zum Endspiel der Fußball-WM 2006

- Berlin/Deutschland: Das Endspiel der Fußball-Weltmeisterschaft 2006 gewinnt Italien 6:4 nach Elfmeterschießen gegen Frankreich und ist somit zum vierten Mal Weltmeister.
- London/Vereinigtes Königreich: Titelverteidiger Roger Federer aus der Schweiz gewinnt das Herren-Einzel-Turnier der Wimbledon Championships durch einen Sieg gegen Rafael Nadal aus Spanien in vier Sätzen. Es ist Federers vierter Turniersieg in den letzten vier Jahren.[6]
- Sibirien/Russland: Bei der Bruchlandung eines russischen Passagierflugzeugs in Sibirien sind am Sonntag fast 140 Menschen getötet worden. Unter den Toten sind auch viele Kinder, die auf dem Weg zu einem Ferienaufenthalt am Baikal-See waren.

### Dienstag, 11. Juli 2006
- Deutschland: Der Bundestrainer der Fußballnationalmannschaft der Männer Jürgen Klinsmann lehnt eine Vertragsverlängerung mit dem DFB aus privaten Gründen ab.

### Mittwoch, 12. Juli 2006

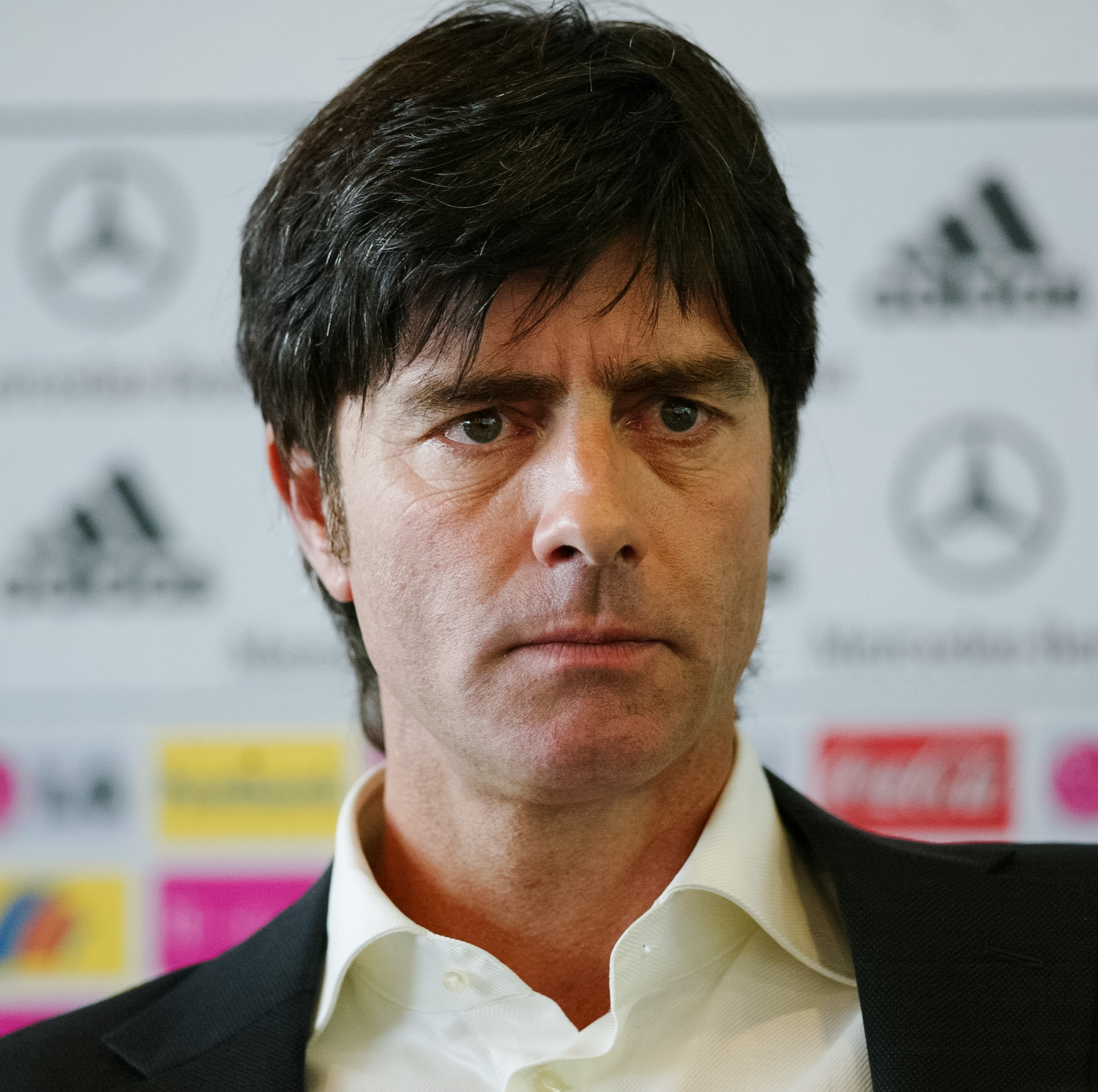
Joachim Löw

- Brüssel/Belgien: Die EU-Kommission verhängt gegen Microsoft ein Zwangsgeld von 280,5 Millionen Euro – als Folge der Unnachgiebigkeit hinsichtlich des Betriebssystems Windows.
- Frankfurt am Main/Deutschland: Der bisherige Co-Trainer Joachim Löw wird Bundestrainer der Fußballnationalmannschaft der Männer.
- Libanon: Nach der Entführung zweier Soldaten rückt Israel in den Südlibanon ein.
- Panama-Stadt/Panama: Als letztes Land in Nord- und Mittelamerika erklärt Panama die Neuwelt-Schraubenwurmfliege für ausgestorben. Das Eindringen der Fliege in den Körper kann für Menschen lebensgefährliche Folgen haben. In Südamerika ist es weiterhin heimisch.[7]

### Freitag, 14. Juli 2006
- Rom/Italien: Das oberste Sportgericht gibt das Urteil im Fußballskandal bekannt. Die Vereine Juventus Turin, Lazio Rom und AC Florenz werden in die zweite Liga herabgestuft, Turin die letzten beiden Meistertitel aberkannt. AC Mailand verbleibt in der Serie A, darf aber in der nächsten Saison nicht an der Champions League teilnehmen.
- Sofia/Bulgarien: In Sofia wird die Entdeckung eines großen römisches Amphitheater veröffentlicht.

### Samstag, 15. Juli 2006
- Libanon: Der Hisbollah-Chef Hassan Nasrallah erklärt Israel den Krieg.
- Sankt Petersburg/Russland: Die Staats- und Regierungschefs der Gruppe der Acht und zwei Vertreter der Europäischen Union treffen sich zum 32. Weltwirtschaftsgipfel.[8]

### Montag, 17. Juli 2006
- Das Space Shuttle Discovery kehrt zur Erde zurück.

### Dienstag, 18. Juli 2006
- Libanon: Ausländische Regierungen bringen ihre Staatsangehörigen außer Landes. Der Konflikt im Libanon weitet sich aus.

### Mittwoch, 19. Juli 2006
- Beirut/Libanon: Ministerpräsident Fuad Siniora erklärt, dass der Libanon seit Beginn der militärischen Offensive der Israelischen Streitkräfte inzwischen mindestens 320 Todesopfer und etwa 1.000 Verletzte zählt. Rund 500.000 Menschen seien aus ihren Wohnungen und Häusern geflohen.[9]
- Europa: Eine Hitzewelle in Europa führt zu ersten Todesopfern.

### Donnerstag, 20. Juli 2006
- Somalia: Die Armee von Äthiopien greift im Nachbarstaat Somalia ein.

### Samstag, 22. Juli 2006
- Berlin/Deutschland: Der Verbraucherschutzminister Horst Seehofer kündigt für 2007 ein Rauchverbot in öffentlichen Räumen an.
- Berlin/Deutschland: Beim Berliner Christopher Street Day demonstrieren in diesem Jahr rund 450.000 Menschen für Toleranz gegenüber Schwulen und Lesben.[10]

### Sonntag, 23. Juli 2006
- Kyushu/Japan: Auf der japanischen Insel Kyushu verursachen Rekordregenfälle Überschwemmungen und Schlammlawinen. Infolgedessen fordern die Behörden rund 100.000 Bewohner auf, die Region zu verlassen.
- Paris/Frankreich: Der US-Amerikaner Floyd Landis gewinnt die Tour de France 2006.

### Montag, 24. Juli 2006
- Brüssel/Belgien: Die Europäische Union legt die Richtlinien zur Förderung der Stammzellen-Forschung fest. Dabei sollen nur dann Fördermittel fließen, wenn bei den Studien keine Embryone getötet werden.
- Doha/Katar: Die so genannte „Doha-Runde“ der Welthandelsorganisation (WHO) gilt nach vier Jahren als gescheitert. Sie hatte sich 2002 den Abbau von Zoll- und Handelsschranken zum Ziel gesetzt. Ohne jedes Ergebnis setzt man die Runde auf unbestimmte Zeit aus.
- Wien/Österreich: Erstmals seit Ende des Balkankrieges treffen sich in der Donaumetropole die Führer von Kosovo-Albanern und -Serben, um über die Zukunft des Kosovo Gespräche zu führen.

### Dienstag, 25. Juli 2006
- Forsmark/Schweden: Im Kernkraftwerk Forsmark wird eine Kernschmelze nur knapp verhindert.
- Libanon: In der Nacht werden bei einem Luftangriff der Israelischen Streitkräfte auf den Südlibanon sieben Mitglieder einer Familie getötet. Nach offiziellen libanesischen Angaben starben auf eigenem Staatsgebiet seit Beginn der israelischen Offensive 391 Personen durch Beschuss. Die Nichtregierungsorganisation Human Rights Watch erhebt schwere Vorwürfe gegen Israel.[11]
- Rom/Italien: Ein Berufungsgericht senkt die Strafzumessungen für kürzlich aufgedeckte Manipulationen in der höchsten nationalen Profiliga im Fußball. So müssen die ACF Fiorentina, die SS Lazio aus Rom und der AC Milan in diesem Sommer nicht zwangsabsteigen, sie werden dennoch mit Minuspunkten in die neue Saison starten. Für den ursprünglichen Italienischen Fußball-Meister 2006 Juventus FC aus Turin gilt weiterhin, dass zwei Meistertitel aberkannt werden und der Verein in die zweithöchste Klasse strafversetzt wird, wo er allerdings mit weniger Minuspunkten als erstinstanzlich angeordnet starten wird.[12]

### Mittwoch, 26. Juli 2006

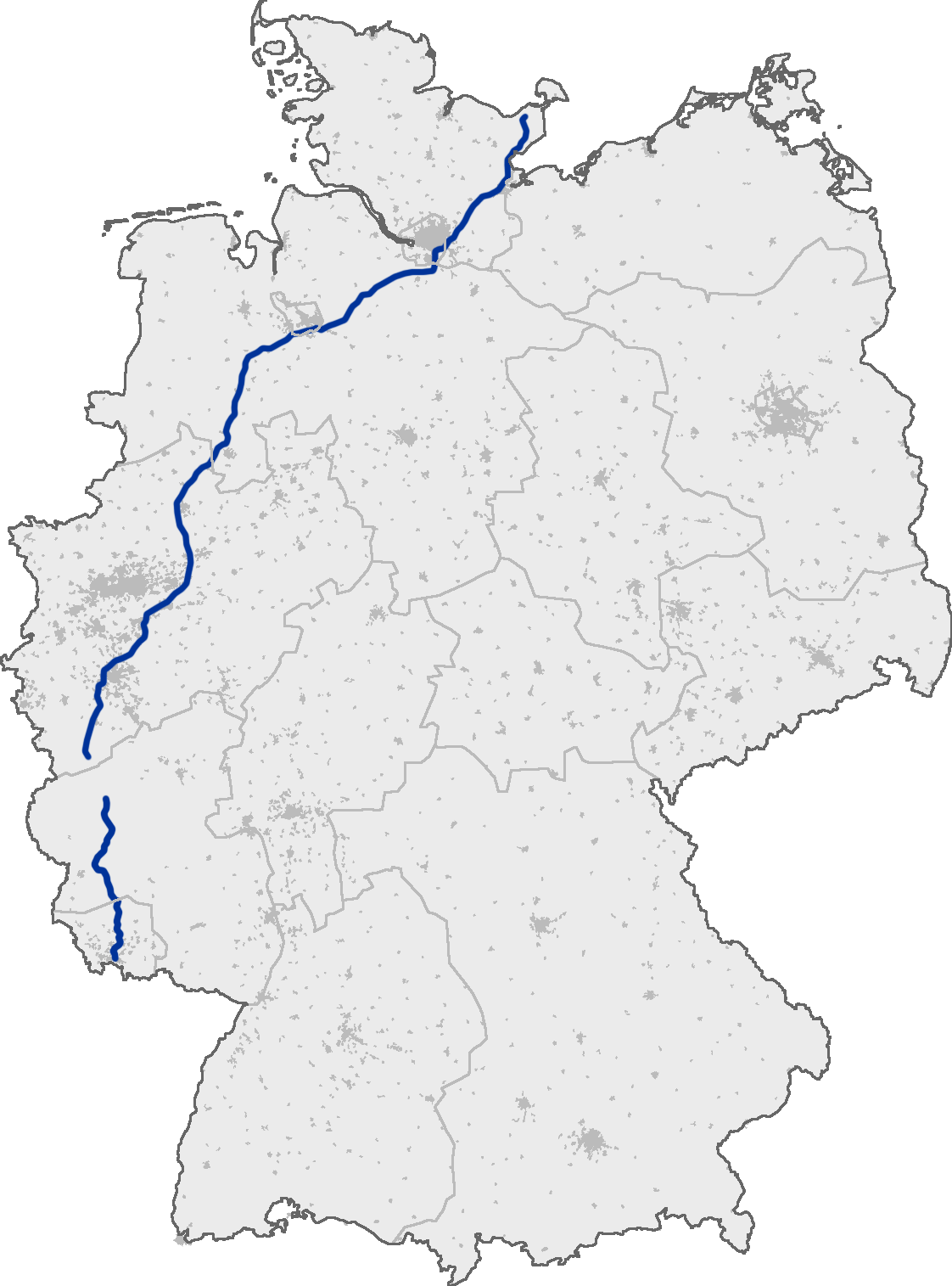
Verlauf der Bundesautobahn 1

- Bayreuth/Deutschland: Bei den Festspielen wird in Bayreuth Richard Wagners Oper Das Rheingold als erster Teil einer Neuinszenierung des Zyklus Der Ring des Nibelungen durch Regisseur Tankred Dorst aufgeführt.
- Berlin/Deutschland: Das Kabinett beschließt die Einführung eines zentralen Schadstoff-Registers. Mittels des Internet soll jeder Bundesbürger in die Lage versetzt werden, zu verfolgen, welche Umweltgifte durch Industriebetriebe abgesetzt werden.
- Brasilien: Die führenden Sojabohnen-Händler Brasiliens kaufen keine Erzeugnisse mehr, für deren Anbau nach dem heutigen Stichtag Flächen im Regenwald gerodet wurden. Sojakulturen gelten neben Viehzucht als hauptsächliche Ursache für die Verdrängung des Urwalds.[13]
- Detroit/Vereinigte Staaten: Zwar verbuchte der krisengeplagte Autohersteller General Motors im zweiten Quartal einen Verlust von 3,2 Milliarden Dollar. Trotzdem legte die Aktie zu, denn ohne die Sanierungskosten erzielte der Konzern einen Gewinn von 1,2 Milliarden Dollar.
- Hagen/Deutschland: Die Autobahn A 1 muss zwischen der Abfahrt Hagen-West und Westhofener Kreuz in Richtung Bremen wegen der gravierenden Hitzeschäden bis zum 1. August gesperrt werden. In einem Baustellenbereich haben sich aufgrund des erhöhten Verkehrsaufkommens von ca. 40.000 Fahrzeugen am Tag rund 15 cm tiefe Spurrillen ergeben, was die Fahrsicherheit erheblich bedrohte. In diesem unsanierten Steilstück wird die gesamte Fahrbahndecke ausgefräst und neu asphaltiert werden.
- Libanon: Die israelische Luftwaffe nimmt einen Stützpunkt der Vereinten Nationen im Südlibanon unter Beschuss. Die Uno bestätigte die Zahl von vier Todesopfern.

### Donnerstag, 27. Juli 2006
- Basel/Schweiz: Das Radsportteam Phonak Hearing Systems  gibt bekannt, dass man in der A-Probe des Tour-de-France-Siegers Floyd Landis eine hohe Dosis Testosteron gefunden habe.
- Konstanz/Deutschland: In Konstanz weist das dortige Landgericht der Bundesrepublik Deutschland die Schuld für den Flugunfall (Bashkirian-Airlines-Flug 2937) von Überlingen 2002 zu. Die Schadensersatzsumme wird das Gericht erst später festsetzen.

### Freitag, 28. Juli 2006

Wal-Mart-Logo

- Düsseldorf/Deutschland: Das amerikanische Unternehmen Wal-Mart Stores Inc. verkauft seine 85 Einzelhandel-Filialen in Deutschland an die Metro AG, welche diese in ihre Unternehmenstochter real,- eingliedern möchte.[14]
- Libanon: Die Kämpfe zwischen Israels Militär und der Hisbollah gehen unvermindert weiter. Schätzungen der libanesischen Regierung zufolge sind schon jetzt bis zu 600 Menschen getötet worden.

### Sonntag, 30. Juli 2006
- Kinshasa/DR Kongo: Erstmals seit Jahrzehnten finden freie Wahlen statt, die von der UNO begleitend neutral überwacht werden.

### Montag, 31. Juli 2006
- Köln/Deutschland: Kofferbomben werden in zwei Regionalbahnen gebracht, die am Hauptbahnhof halten. Konstruktionsbedingt wird keine Explosion ausgelöst. Der versuchte Anschlag hat ein islamistisches Motiv.

## Weblinks

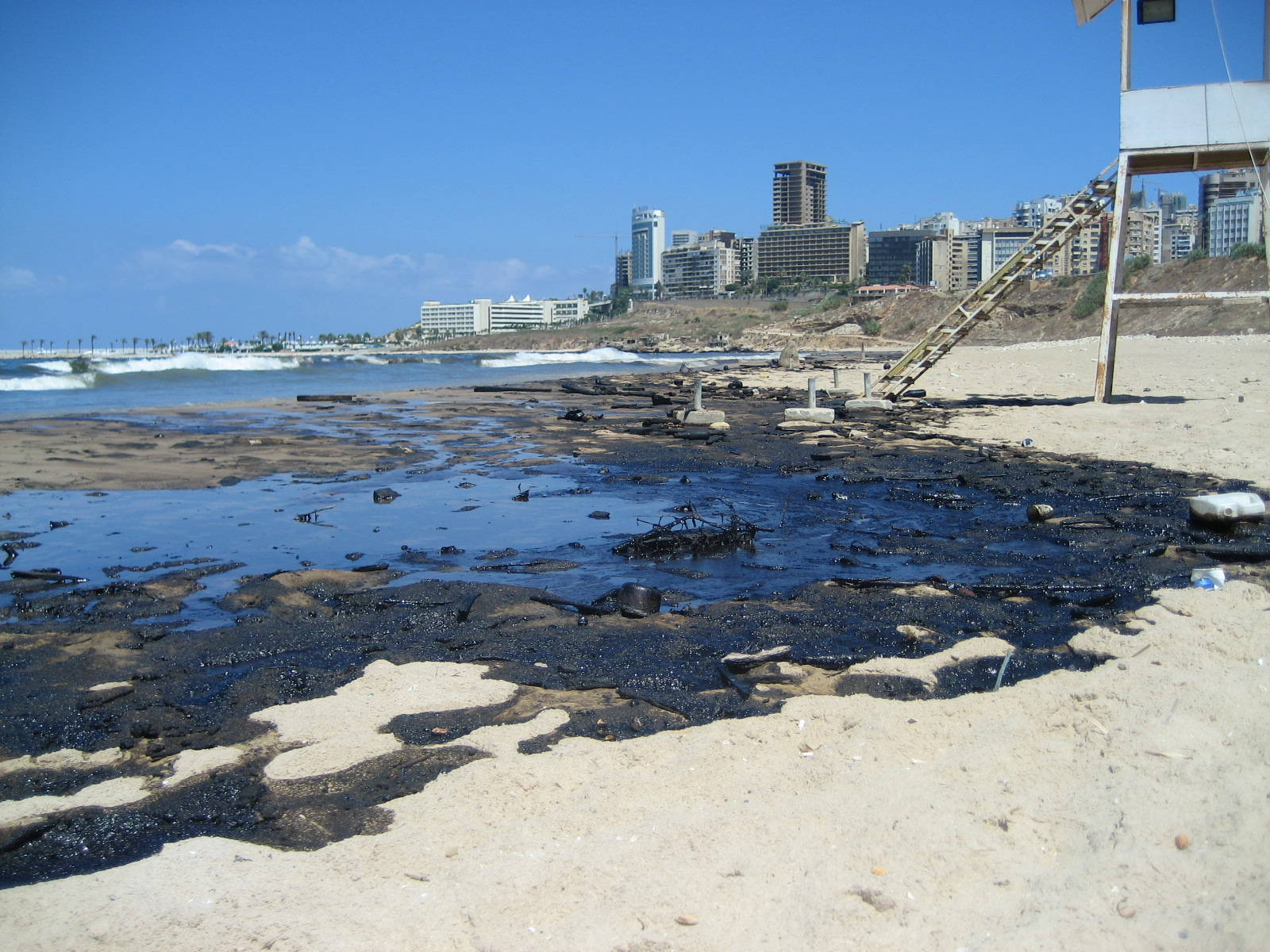
Beirut im Juli 2006